# Pedalele pianului

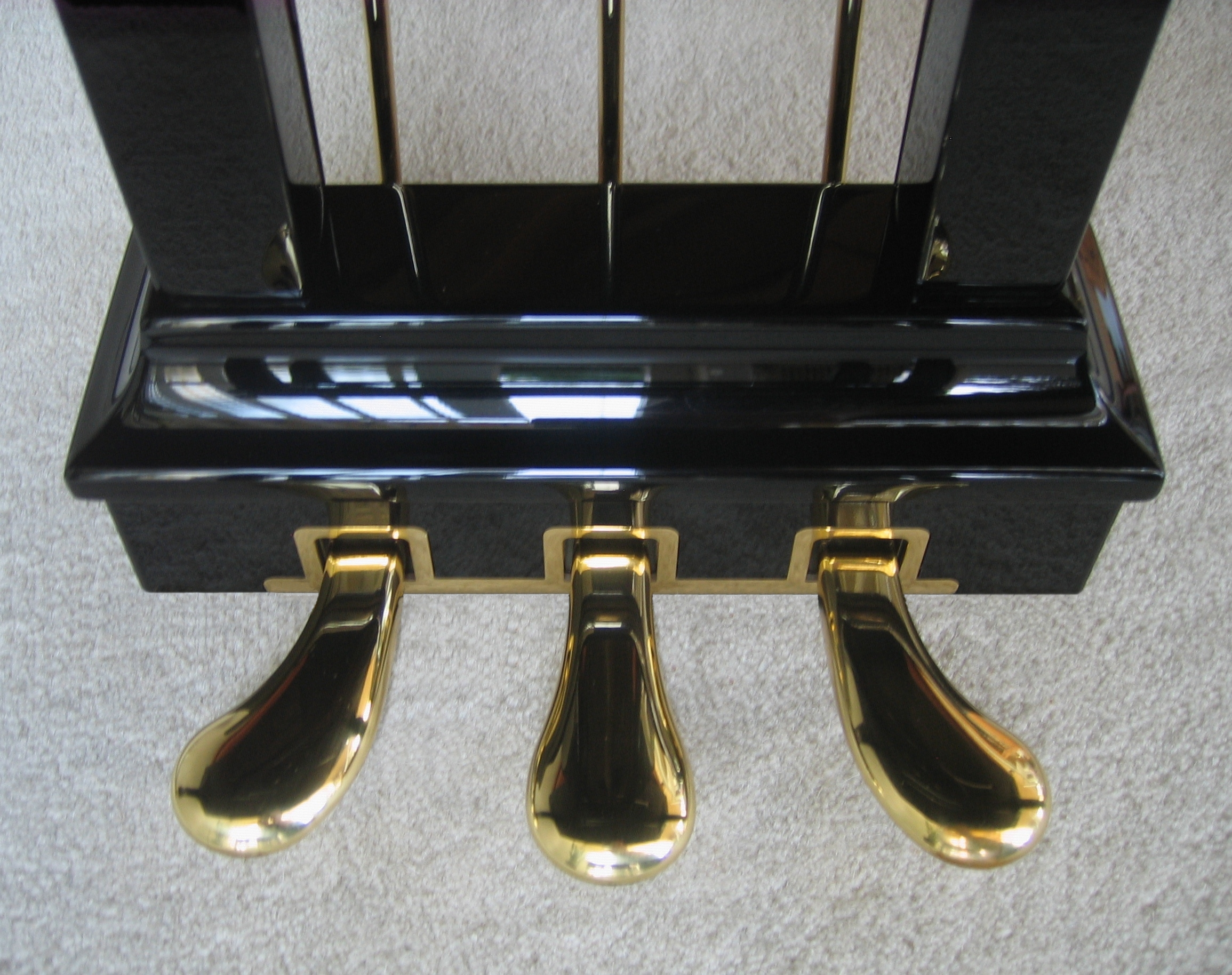
Pedalele pianului de la stânga la dreapta: pedala una corda, pedala sostenuto, și pedala de susținere sau pedala sustain

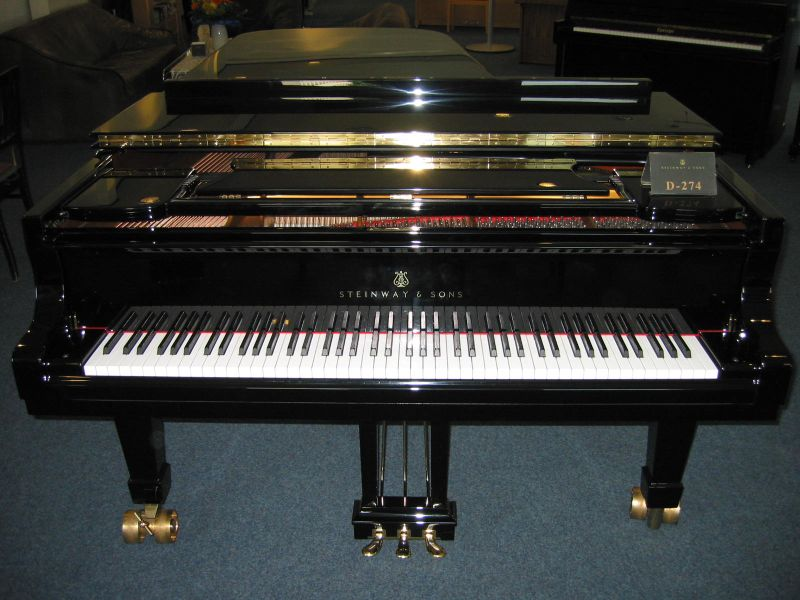
O privire de ansamblu asupra pedalelor pianului, care sunt dispuse sub claviatura instrumentului

Pedalele pianului sunt pârghiile acționate cu piciorul situate la baza pianului care schimbă sunetul instrumentului în moduri diferite. Pianele moderne în mod normal au trei pedale, anume privind de la stânga la dreapta, pedala una corda, pedala sostenuto și pedala de susținere (sau pedala sustain). Unele piane nu au pedala sostenuto, adică pe cea din mijloc, sau au o pedală în mijloc cu un scop diferit cum ar fi a acela de a reduce în mod considerabil volumul întregii claviaturi, funcție cunoscută sub denumirea de pian silențios.
Perfecționarea pedalelor pianului a fost un proces care a început încă din primele zile ale instrumentului și a continuat până la sfârșitul secolului al XIX-lea. În toți acești ani pianul a avut, pornind de la nu mai mult de o singură pedală, până la nu mai puțin de șase sau chiar șapte pedale, pentru ca în final să se ajungă la configurația actuală de trei pedale.

## Funcțiile pedalelor

### Pedala de susținere
Pedala de susținere, sau pedala sustain, este pedala din partea dreaptă și este cea mai folosită dintre toate. Aceasta este utilizată pentru ridicarea de pe corzi a tuturor amortizorilor astfel încât acestea continuă să vibreze și după ce interpretul încetează apăsarea clapelor. Drept consecință, pedala de susținere determină ca fiecare coardă a pianului să devină o coardă de rezonanță, numită coardă simpatică, creând astfel un ton de calitate. Acest efect ar putea fi în spatele cuvintelor lui Rubinstein care explicitează cât se poate de univoc că pedala de susținere este „...sufletul pianului”. Pedala de susținere are funcția secundară de a permite interpretului să conecteze în mod legato note care altfel nu pot fi interpretate în această manieră.

### Pedalauna corda
Pedala una corda a fost inventată de Bartolomeo Cristofori. A fost de fapt chiar primul mecanism inventat pentru a modifica sunetul pianului. La pianele moderne aceasta este pedala din partea stângă. Numele său însă nu descrie complet funcția sa. Una corda modifică și timbrul sunetului, nu doar sunetul său. La puțin timp de la inventarea sa, practic toți producătorii au inclus una corda ca dispozitiv standard. Pe pianele lui Cristofori, funcția acestei pedale era asigurată de un stop manual. Acest stop era construit ca un mâner sferic plasat pe una din laturile claviaturii. În stare activă, întregul mecanism al pianului era mutat spre dreapta, astfel încât ciocănelele să atingă o coardă (da, una corda) în loc de două (due corde). Dominic Gill spune că atunci când ciocănelele ating doar o coardă, pianul „...produce un ton mai moale, respectiv mai delicat”.
Pe la sfârșitul secolului al XVIII-lea, producătorii de piane au început să tripleze numărul de corzi pentru fiecare notă a pianului. Această modificare, afectând funcția pedalei una corda, este descrisă de Joseph Banowetz:
„Pe pianele de la sfârșitul secolului al XVIII-lea până spre începutul secolului al XIX-lea, pianistul putea muta mecanismul de la poziția sa normală de trei coarde (tre corde) la o alta în care două coarde (due corde) sau doar una (una corda) sunt atinse, depinzând de cât de tare este apăsată pedala. Această delicată dar importantă alegere nu există pe pianele moderne, dar a fost făcută disponibilă pe instrumentele timpurii.”
Sunetul una corda pe pianele timpurii a creat o diferență mai mare a culorii și a timbrului decât o face pe pianele moderne. Pe acestea pedala una corda face ca ciocănelele registrului mediu să atingă două corzi în loc de trei. În cazul corzilor bass ciocănelul atinge în mod normal fie una fie două corzi pe notă. Cele mai joase note bass ale pianului au o singură coardă mai groasă decât celelalte. Pentru aceste note, mecanismul mută ciocănelul astfel încât acesta să atingă coarda cu o parte mai puțin utilizată a sa.
Edwin Good afirmă,
„Pe un pian modern, timbrul este ceva mai diferit, dar multă lume nu-l poate sesiza. În acest sens, cel puțin, pianul modern nu oferă interpretului flexibilitatea de schimbare a calității tonului pe care pianele timpurii o ofereau.”
Beethoven a profitat de capacitatea pianului său de a crea o gamă largă a culorii tonului în două din operele sale pianistice. În Concertul pentru pian nr. 4, Beethoven precizează utilizarea una corda, due corde și tre corde. De asemenea una corda și apoi poco a poco due ed allora tutte le cord, treptat două și apoi toate trei coardele, în Sonata Op. 106⁠(en)[traduceți].

#### Pedala jumătate-de-cursă
Pe pianinele moderne, pedala din partea stângă nu este cu adevărat una corda pentru că nu mută lateral mecanismul. Corzile sunt dispuse sub un astfel de unghi față de ciocănele încât dacă mecanismul este mutat lateral, fiecare ciocănel ar putea atinge coarda altei note . Un termen mai precis pentru pedala din stânga al unei pianine este pedala jumătate-de-cursă. Când pedala este apăsată ciocănelele se apropie de coarde astfel încât acestea au o distanță mai mică de balans.

### Pedalasostenuto
Ultima pedală adăugată pianului modern a fost pedala din mijloc, pedala sostenuto, care a fost inspirată de francezi. Utilizând această pedală, interpretul poate susține notele selectate, în timp ce celelalte note rămân neafectate. Sostenuto a fost pentru prima dată expusă la Expoziția franceză industrială din 1844⁠(en)[traduceți] de la Paris, de către Boisselot & Fils⁠(en)[traduceți], o companie din Marsilia. Constructorii francezi de piane Alexandre François Debain⁠(en)[traduceți] și Claude Montal⁠(en)[traduceți] au construit propriile mecanisme sostenuto în 1860, respectiv 1862. Aceste eforturi inovative nu au atras imediat atenția celorlalți constructori de piane. În 1874, Albert Steinway a perfecționat și patentat pedala sostenuto. A început să-i facă reclamă în 1876, și curând Steinway⁠(en)[traduceți] a inclus-o în toate pianele mari precum și-n pianinele cele mai îngrijite. Alți constructori americani au inclus rapid pedala sostenuto în construcțiile lor. Adopția acesteia de către constructorii europeni a mers mult mai încet fiind finalizată deplin doar recent.